# Công ty trách nhiệm hữu hạn Manulife Việt Nam
Công ty trách nhiệm hữu hạn Manulife Việt Nam thành lập tại Việt Nam vào tháng 6 năm 1999. Công ty cung cấp các dịch vụ tài chính cho hơn 390.000 khách hàng thông qua mạng lưới 10.000 đại lý bảo hiểm chuyên nghiệp. Manulife Việt Nam đã được cấp phép hoạt động trong lĩnh vực kinh doanh quản lý quỹ và vốn đầu tư tại Việt Nam với 14 năm hoạt động. Tổng doanh thu phí bảo hiểm của công ty năm 2012 đạt 2.154 tỷ đồng.

## Lịch sử hình thành và phát triển
Công ty thành lập vào tháng 6 năm 1999 tại Thành phố Hồ Chí Minh, là một công ty liên doanh giữa tập đoàn Manulife Financial (60%) và tập đoàn Chinfon Global (40%).
Vào tháng 1 năm 2001, tập đoàn Manulife Financial mua lại 40% phần vốn góp của tập đoàn Chinfon Global và trở thành tập đoàn sở hữu toàn bộ vốn góp của Công ty tại Việt Nam. Chính thức được đổi tên thành Công ty Trách nhiệm Hữu hạn Manulife (Việt Nam).
Ngày 14 tháng 6 năm 2005, công ty Quản lý Quỹ Manulife Việt Nam (Manulife Vietnam Fund Management – MVFM, đổi tên thành Manulife Asset Management (Vietnam) Company Limited – MAMV vào tháng 11/2010), công ty trực thuộc Manulife Việt Nam.

## Hoạt động cộng đồng
Các chương trình Manulife Việt Nam đã tham gia:
- Chương trình Hiến máu nhân đạo [6]
- Chương trình hỗ trợ sinh viên cho vay không tình lãi "Manulife – Điểm tựa tương lai" , Hội Khuyến Học Việt Nam.
- Quỹ Terry Fox Run [7]
- Chương trình Phẫu thuật Nụ cười - Operation Smile.[8]
- Chương trình khám bệnh và chăm sóc sức khỏe cho phụ nữ vùng sâu vùng xa, tổ chức từ thiện trẻ em Sài Gòn, thư viện quốc gia dành cho người mù.
- Chương trình trao quà từ thiện "Manulife - Vì Tương Lai Trẻ Thơ" và "Hãy Giúp Em Đến Trường" [9]

## Giải thưởng
- Manulife Việt Nam đạt thưởng Rồng Vàng 2012 với danh hiệu doanh nghiệp có "Dịch vụ Bảo hiểm Nhân thọ Tốt nhất".[2]